# Ceratostoma foliatum
Ceratostoma foliatum is een in zee levende slakkensoort die behoort tot de familie Muricidae en het geslacht Ceratostoma. Er is nog geen Nederlandse naam voor deze soort die in 1791 door Gmelin is beschreven.

## Voorkomen en verspreiding
Ceratostoma foliatum is een carnivoor die tot 80 mm lang kan worden. Deze soort leeft in ondiep (tot 60 meter) warm water op rotsbodem en koraalriffen, (sublitoraal) in het oostelijk deel van de Grote Oceaan aan de westkust van Noord-Amerika van Californië tot Alaska (Oregonese- en Californische provincie).